# Nothing Rhymed
Nothing Rhymed is een nummer van de Ierse muzikant Gilbert O'Sullivan, op 30 oktober 1970 op single uitgebracht. Het nummer verscheen in 1971 op zijn debuutalbum Himself. In Europa was het de enige single van het album.

## Achtergrond
Gilbert O'Sullivan schreef "Nothing Rhymed" nadat hij een film had gezien over hongerlijdende Afrikaanse kinderen. De basgitaar wordt bespeeld door de bekende sessiemuzikant Herbie Flowers. Het nummer werd in oktober 1970 op single uitgebracht en bereikte in het Verenigd Koninkrijk de 8e positie in de UK Singles Chart. In zijn thuisland Ierland werd de 2e positie behaald en in Nieuw-Zeeland de 14e.
In Nederland werd de plaat veel gedraaid op de zeezenders en de landelijke radiozenders en werd een gigantische hit. De plaat bereikte in zowel de  Veronica Top 40 op Radio Veronica als de Hilversum 3 Top 30 op Hilversum 3 de nummer 1-positie.
In België bereikte de plaat de nummer 1-positie in de Vlaamse Radio 2 Top 30 en de 3e positie in de voorloper van de Vlaamse Ultratop 50. In Wallonië werd de 13e positie behaald.
"Nothing Rhymed" is een van de meest gecoverde nummers van O'Sullivan. Zo werd het in 1971 op de plaat gezet door Tom Jones, die, evenals O'Sullivan, ook Gordon Mills als manager had. I Profeti maakte later dat jaar een Italiaanse versie van het nummer onder de titel "Era bella". Yvonne Elliman coverde het in 1972 voor haar debuutalbum. The Guess Who-zanger Burton Cummings zette het op zijn debuutalbum als solozanger uit 1976. Daarnaast wordt het sinds 2002 veelvuldig live gezongen door Morrissey.
Jan Rot heeft het nummer hertaald tot Ongerijmd, welke in het repertoire werd opgenomen door BLØF. René Froger heeft in 2007 ook een Nederlandstalige versie van het nummer gemaakt onder de titel Jij moet verder.

## Hitnoteringen

### Nederlandse Top 40
| Hitnotering: 09-01-1971 t/m 03-04-1971 | Hitnotering: 09-01-1971 t/m 03-04-1971 | Hitnotering: 09-01-1971 t/m 03-04-1971 | Hitnotering: 09-01-1971 t/m 03-04-1971 | Hitnotering: 09-01-1971 t/m 03-04-1971 | Hitnotering: 09-01-1971 t/m 03-04-1971 | Hitnotering: 09-01-1971 t/m 03-04-1971 | Hitnotering: 09-01-1971 t/m 03-04-1971 | Hitnotering: 09-01-1971 t/m 03-04-1971 | Hitnotering: 09-01-1971 t/m 03-04-1971 | Hitnotering: 09-01-1971 t/m 03-04-1971 | Hitnotering: 09-01-1971 t/m 03-04-1971 | Hitnotering: 09-01-1971 t/m 03-04-1971 | Hitnotering: 09-01-1971 t/m 03-04-1971 | Hitnotering: 09-01-1971 t/m 03-04-1971 |
| Week                                   | 1                                      | 2                                      | 3                                      | 4                                      | 5                                      | 6                                      | 7                                      | 8                                      | 9                                      | 10                                     | 11                                     | 12                                     | 13                                     |                                        |
| -------------------------------------- | -------------------------------------- | -------------------------------------- | -------------------------------------- | -------------------------------------- | -------------------------------------- | -------------------------------------- | -------------------------------------- | -------------------------------------- | -------------------------------------- | -------------------------------------- | -------------------------------------- | -------------------------------------- | -------------------------------------- | -------------------------------------- |
| Positie                                | 36                                     | 11                                     | 5                                      | 1                                      | 1                                      | 1                                      | 1                                      | 1                                      | 2                                      | 3                                      | 6                                      | 14                                     | 31                                     | uit                                    |

### Hilversum 3 Top 30
| Hitnotering: 16-01-1971 t/m 27-03-1971 | Hitnotering: 16-01-1971 t/m 27-03-1971 | Hitnotering: 16-01-1971 t/m 27-03-1971 | Hitnotering: 16-01-1971 t/m 27-03-1971 | Hitnotering: 16-01-1971 t/m 27-03-1971 | Hitnotering: 16-01-1971 t/m 27-03-1971 | Hitnotering: 16-01-1971 t/m 27-03-1971 | Hitnotering: 16-01-1971 t/m 27-03-1971 | Hitnotering: 16-01-1971 t/m 27-03-1971 | Hitnotering: 16-01-1971 t/m 27-03-1971 | Hitnotering: 16-01-1971 t/m 27-03-1971 | Hitnotering: 16-01-1971 t/m 27-03-1971 | Hitnotering: 16-01-1971 t/m 27-03-1971 |
| Week                                   | 1                                      | 2                                      | 3                                      | 4                                      | 5                                      | 6                                      | 7                                      | 8                                      | 9                                      | 10                                     | 11                                     |                                        |
| -------------------------------------- | -------------------------------------- | -------------------------------------- | -------------------------------------- | -------------------------------------- | -------------------------------------- | -------------------------------------- | -------------------------------------- | -------------------------------------- | -------------------------------------- | -------------------------------------- | -------------------------------------- | -------------------------------------- |
| Positie                                | 16                                     | 3                                      | 1                                      | 1                                      | 1                                      | 1                                      | 1                                      | 2                                      | 3                                      | 5                                      | 18                                     | uit                                    |

### NPO Radio 2 Top 2000
| Nummer met noteringen in de NPO Radio 2 Top 2000 | '99 | '00 | '01 | '02 | '03 | '04 | '05 | '06 | '07 | '08 | '09 | '10 | '11 | '12 | '13 | '14 | '15 | '16 | '17 | '18 | '19 | '20 | '21 | '22 | '23 | '24 |
| ------------------------------------------------ | --- | --- | --- | --- | --- | --- | --- | --- | --- | --- | --- | --- | --- | --- | --- | --- | --- | --- | --- | --- | --- | --- | --- | --- | --- | --- |
| Nothing Rhymed                                   | 357 | 319 | 220 | 278 | 353 | 396 | 402 | 372 | 570 | 400 | 379 | 359 | 463 | 652 | 597 | 515 | 592 | 795 | 722 | 724 | 772 | 822 | 749 | 824 | 869 | 846 |

1. ↑  Een vetgedrukt getal geeft de hoogste notering aan.

### Evergreen Top 1000
| Evergreen Top 1000 "Nothing Rhymed" | Evergreen Top 1000 "Nothing Rhymed" | Evergreen Top 1000 "Nothing Rhymed" | Evergreen Top 1000 "Nothing Rhymed" | Evergreen Top 1000 "Nothing Rhymed" | Evergreen Top 1000 "Nothing Rhymed" | Evergreen Top 1000 "Nothing Rhymed" | Evergreen Top 1000 "Nothing Rhymed" | Evergreen Top 1000 "Nothing Rhymed" | Evergreen Top 1000 "Nothing Rhymed" | Evergreen Top 1000 "Nothing Rhymed" | Evergreen Top 1000 "Nothing Rhymed" | Evergreen Top 1000 "Nothing Rhymed" | Evergreen Top 1000 "Nothing Rhymed" | Evergreen Top 1000 "Nothing Rhymed" | Evergreen Top 1000 "Nothing Rhymed" | Evergreen Top 1000 "Nothing Rhymed" |
| Jaar                                | 2008                                | 2009                                | 2010                                | 2011                                | 2012                                | 2013                                | 2014                                | 2015                                | 2016                                | 2017                                | 2018                                | 2019                                | 2020                                | 2021                                | 2022                                | 2023                                |
| ----------------------------------- | ----------------------------------- | ----------------------------------- | ----------------------------------- | ----------------------------------- | ----------------------------------- | ----------------------------------- | ----------------------------------- | ----------------------------------- | ----------------------------------- | ----------------------------------- | ----------------------------------- | ----------------------------------- | ----------------------------------- | ----------------------------------- | ----------------------------------- | ----------------------------------- |
| Positie                             | 841                                 | 349                                 | 345                                 | 345                                 | 316                                 | 325                                 | 446                                 | 386                                 | 233                                 | 232                                 | 117                                 | 208                                 | 149                                 | 171                                 | 118                                 | 199                                 |